# الألعاب الآسيوية الشتوية 1986
الألعاب الآسيوية الشتوية 1986 هي النسخة الأولى من الألعاب الآسيوية الشتوية. أقيمت في سابورو من 1 مارس إلى 8 مارس. تم افتتاحها رسميا من قبل فهد الأحمد الجابر الصباح. شارك فيها 293 رياضياً من 7 بلدان.

## جدول الميداليات
البلد المستضيف
| الترتيب  | منتخب          | ذهبية | فضية | برونزية | المجموع |
| -------- | -------------- | ----- | ---- | ------- | ------- |
| 1        | اليابان        | 29    | 23   | 6       | 58      |
| 2        | الصين          | 4     | 5    | 12      | 21      |
| 3        | كوريا الجنوبية | 1     | 5    | 12      | 18      |
| 4        | كوريا الشمالية | 1     | 2    | 5       | 8       |
| الإجمالي | الإجمالي       | 35    | 35   | 35      | 105     |

## البلدان المشاركة
- الصين
- هونغ كونغ
- الهند
- اليابان
- منغوليا
- كوريا الشمالية
- كوريا الجنوبية